# 黑素皮质素受体1
黑素皮质素受体1 (MC1R)是一种G蛋白耦合受体，长度约为310个氨基酸左右，其基因序列只有一个外显子, 有7个跨膜结构域, 是最小的G蛋白耦合受体。
MC1R是参与调节动物皮肤和毛发颜色的关键蛋白质之一。 MC1R基因的变异可引起动物黑色素形成的变化及毛色的变异。